# Marvin Hart
Pour les articles homonymes, voir Hart.
Marvin Hart est un boxeur américain né le 16 septembre 1876 à Louisville (Kentucky) et mort le 17 septembre 1931 à Fern Creek dans le Kentucky. Il a détenu le titre de champion du monde des poids lourds du 3 juillet 1905 au 23 février 1906.

## Biographie
Hart, surnommé le plombier du Kentucky en référence à son premier métier, se fait connaitre des amateurs de la boxe en 1905 après sa victoire face au redoutable Jack Johnson. En cette année 1905, le titre mondial des poids lourds est remis en jeu après que le champion en titre, James J. Jeffries, ait décidé de se retirer.
Marvin Hart obtient un match de championnat face à Jack Root, un boxeur bien plus expérimenté que lui et qui l'a déjà battu en novembre 1902. Le combat a lieu à Reno dans le Nevada le 3 juillet 1905. Arbitré par Jeffries lui-même, il voit la victoire "du plombier" par KO à la 12e reprise.
Ce succès sera de courte durée puisque Hart est battu l'année suivante à Los Angeles par le boxeur canadien Tommy Burns. Marvin Hart décède le 17 septembre 1931 à l'âge de 55 ans. Il est enterré à Louisville au Resthaven Memorial Park.